# Cynops
Cynops – rodzaj płazów ogoniastych z podrodziny Pleurodelinae w rodzinie salamandrowatych (Salamandridae).

## Zasięg występowania
Rodzaj obejmuje gatunki występujące w Chinach (południowe Anhui, Jiangsu, Zhejiang, Kuangsi, południowe Hubei, Henan, Hunan, Yunnan i Kuejczou) i na wyspach Honsiu, Sikoku, Kiusiu oraz Riukiu należących do Japonii.

## Systematyka

### Etymologia
- Cynops: gr. κυων kuōn, κυνος kunos „pies”[6]; ωψ ōps, ωπος ōpos „wygląd”[7].
- Hypselotriton: gr. ὑψηλος hupsēlos „wysoki”, od ὑψι hupsi „wysoko, w górze”[8]; τρίτων tritōn „traszka, salamandra”[9]. Gatunek typowy: Molge wolterstorffi Boulenger, 1905.
- Cynotriton: gr. κυων kuōn, κυνος kunos „pies”; rodzaj Triton Laurenti, 1768[4]. Gatunek typowy: Triton (Cynops) orientalis David, 1875.

### Podział systematyczny
Do rodzaju należą następujące gatunki:
- Cynops chenggongensis Kou & Xing, 1983
- Cynops cyanurus Liu, Hu & Yang, 1962
- Cynops ensicauda (Hallowell, 1861)
- Cynops fudingensis Wu, Wang, Jiang & Hanken, 2010
- Cynops glaucus Yuan, Jiang, Ding, Zhang & Che, 2013
- Cynops orientalis (David, 1873) – traszka chińska
- Cynops orphicus Risch, 1983
- Cynops pyrrhogaster (Boie, 1826) – traszka ognista[10]
- Cynops wolterstorffi (Boulenger, 1905)